# Stanisław Cekiera
Stanisław Cekiera (ur. 27 września 1902 w Nowej Górze, zm. po 5 listopada 1943) – polski działacz polityczny, krawiec.
Był synem kowala. Powołany do zasadniczej służby wojskowej, którą odbył w Krakowie zamieszkał tutaj na stałe. Był członkiem PPS od 1929 roku. Był sekretarzem partii w krakowskim Podgórzu oraz sekretarzem Związku Robotników Przemysłu Spożywczego. Był radnym miejskim z ramienia Socjalistycznej Listy Robotniczej. Współorganizował strajki robotnicze (Polsko-Szwajcarska Fabryka Czekolady „Suchard”). Był zwolennikiem ścisłej współpracy PPS z komunistami. Aresztowany na krótko w 1939 roku, następnie wziął udział w kampanii wrześniowej. Był uczestnikiem konspiracji (Gwardia Ludowa, PPS-Wolność Równość Niepodległość). Aresztowany przez gestapo 5 listopada 1943, w chwili aresztowania na Placu Wolnica miał przy sobie paczkę konspiracyjnych gazetek, jego dalsze losy nie są znane.